# Акимов, Михаил Павлович (младший сержант)
Михаи́л Па́влович Аки́мов (25 ноября 1925 года, Супонево, Самарская губерния, СССР — 8 марта 1983 года, Сумы, Сумская область, Украинская ССР, СССР) — участник Великой Отечественной войны, Герой Советского Союза (25.09.1944), гвардии младший сержант.

## Биография
Родился в русской крестьянской семье. Окончил 7 классов, работал в колхозе.
В Красную Армию призван в январе 1943 года Янгикурганским райвоенкоматом Наманганской области Узбекской ССР. Три месяца обучался в запасном полку на миномётчика. С июня 1943 года на фронте. Сражался на Западном, Юго-Западном, Южном, 4-м Украинском, 1-м и 3-м Белорусских фронтах. Был дважды ранен и контужен. Служил наводчиком орудия 125-го гвардейского артиллерийского полка 54-й гвардейской стрелковой дивизии.
8 июля 1944 года юго-западнее станции Лесная (Барановичский район Брестской области) немецкие войска контратаковали позиции 54-й гвардейской стрелковой дивизии. Атаку вражеской пехоты поддерживали 15 танков и самоходных орудий. Расчёт наводчика Акимова выдвинул орудие навстречу атакующим танкам, первым же снарядом поразил вражеский танк с дистанции в 300—400 м. В ходе дальнейшего боя остальные номера расчёта выбыли из строя. Действуя в одиночку Михаил Акимов подбил ещё 3 вражеских танка, осколочными снарядами вёл огонь по наступавшей пехоте. Был ранен, потерял сознание, но занимаемые позиции были удержаны. Полтора месяца провёл в госпитале.
В январе 1945 года Акимов был отправлен на учёбу в Сумское артиллерийское училище. Однако последствия ранений и контузии привели к тому, что в ноябре 1946 года по состоянию здоровья он уволился из армии.
Закончил самарский мукомольно-крупяной техникум, работал в городе Владимир. В конце 1951 года переехал в город Сумы, где работал вальцовщиком на регенератном заводе.
Похоронен в Сумах на Центральном кладбище.

## Награды
- Медаль «Золотая Звезда» Героя Советского Союза (№ 5103, 25.09.1944)
- Орден Ленина (25.09.1944)
- Медали

## Память
- В городе Сумы на аллее Славы, расположенной на улице имени Героев Сталинграда среди прочих воинов, связанных с городом Сумы есть и портрет Михаила Павловича Акимова.
- Имя Героя носит улица в в аг. Лесная Барановичского района Брестской области Беларуси.
- Памятная доска, посвященной Герою Советского Союза Михаилу Павловичу Акимову, в аг. Лесная Барановичского района Брестской области (2025).